# Donvidas
Donvidas es un municipio y localidad de España perteneciente a la provincia de Ávila, en la comunidad autónoma de Castilla y León. En 2017 contaba con una población de 36 habitantes. En la Edad Media era conocida con el nombre de Mingolián o Domingalián y ubicada entre los ríos Zapardiel y Adaja.

## Geografía
Ubicación
La localidad está situada a una altitud de 868 m s. n. m.
| Noroeste: Muriel de Zapardiel (Valladolid) | Norte: Palacios de Goda | Noreste: Palacios de Goda |
| Oeste: Sinlabajos                          |                         | Este: Palacios de Goda    |
| Suroeste: Sinlabajos                       | Sur: Aldeaseca          | Sureste: Aldeaseca        |

## Demografía
Donvidas cuenta con una población de 36 habitantes (INE 2024).
| Gráfica de evolución demográfica de Donvidas entre 1842 y 2021 |
| |
| Población de derecho según los censos de población del INE. Población de hecho según los censos de población del INE.En este censo se denominaba Don Vidas: 1842. |